# Kővágóörs

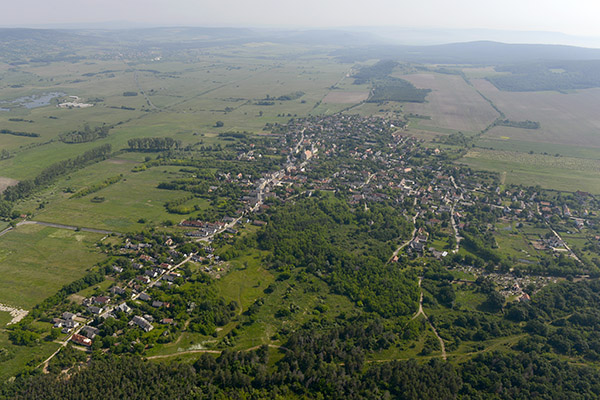
Letecký pohled na Kővágóörs

Kővágóörs [kévágóerš] je obec v Maďarsku v župě Veszprém, spadající pod okres Tapolca. Nachází se asi 13 km jihovýchodně od Tapolcy a asi 41 km jihozápadně od Veszprému. V roce 2015 zde žilo 783 obyvatel. Dle údajů z roku 2011 tvoří 77,3 % obyvatelstva Maďaři, 2,4 % Romové a 2,1 % Němci, přičemž 22,4 % obyvatel se ke své národnosti nevyjádřilo.
Kromě hlavní části zahrnuje obec i osadu Pálköve, ležící u pobřeží Balatonu. V této osadě v roce 2001 žilo 64 obyvatel.

## Sousední obce
| Růžice kompasu | Mindszentkálla Szentbékkálla | Köveskál  | Zánka          | Růžice kompasu |
| Růžice kompasu | Ábrahámhegy Kékkút           | Sever     | Balatonszepezd | Růžice kompasu |
| Růžice kompasu | Ábrahámhegy Kékkút           | Kővágóörs | Balatonszepezd | Růžice kompasu |
| Růžice kompasu | Ábrahámhegy Kékkút           | Jih       | Balatonszepezd | Růžice kompasu |
| Růžice kompasu | Balatonrendes                | Balaton   | Révfülöp       | Růžice kompasu |